# Canton (Georgia)
Canton is een plaats (city) in de Amerikaanse staat Georgia, en valt bestuurlijk gezien onder Cherokee County.

## Demografie
Bij de volkstelling in 2000 werd het aantal inwoners vastgesteld op 7709.
In 2006 is het aantal inwoners door het United States Census Bureau geschat op 19.553, een stijging van 11844 (153,6%).

## Geografie
Volgens het United States Census Bureau beslaat de plaats een oppervlakte van
36,9 km², geheel bestaande uit land. Canton ligt op ongeveer 318 m boven zeeniveau.

## Plaatsen in de nabije omgeving
De onderstaande figuur toont nabijgelegen plaatsen in een straal van 24 km rond Canton.